# گوندوغدی (میانه)
گوندوغدی یکی از روستاهای استان آذربایجان شرقی است که در دهستان گرمه جنوبی بخش مرکزی شهرستان میانه واقع شده‌است.
فاصله این روستا تا شهر میانه ۵ کیلومتر است. 